# 장창하
장창하(張昌河、? ~ )는 조선민주주의인민공화국의 군인 겸 정치인이다. 조선인민군 대장 겸 당중앙위원회 위원이다.

## 경력
조선인민군 중장으로 국방과학원장을 지냈다. 2016년 5월, 조선로동당 제7차 대회에서 조선로동당 중앙위원회 위원으로 선출되었다. ICBM 개발 성과에 따른 포상으로 2017년 7월 중장에서 상장으로 승진하였다.

## 상훈
2012년 12월 광명성 3호 위성 발사에 참여한 공로로 최춘식 당시 제2자연과학원(현재의 국방과학원) 원장 등과 함께 공화국 영웅 칭호를 받았다.

## 기타
2014년 7월 전병호 사망 당시에 국가장의위원회 위원을 맡았다.